# 體育週報
體育週報（葡萄牙語：Semanário Desportivo de Macau）是澳門的一份週報，始創於1980年11月15日；現任社長方念湘。以報導澳門體育新聞和相關評論為主。
逢星期六出紙一大張，售價澳門元二元。